# Юкерч-Келойская боевая башня
Юкерч-Келойская боевая башня (чечен. Йуккъера-Келой бIов) — памятник архитектуры средневекового зодчества, располагается в высокогорной области на территории селения Юкерч-Келой, Шатойского района, в 3-х км восточнее от райцентра селения Шатой, в 200 метрах к югу от дороги Шатой — Хал-Келой. Является объектом культурного наследия, датируется XIII—XIV веками.

## География
Башня-крепость расположена в Шатойском районе Чеченской Республики в междуречье рек Аргун и Шаро-Аргун, на широкой равнине, ограниченной с севера склонами хребта Бандук, а на юге — каньоном реки Верды-Эрк, правом притоке реки Аргун.

## Описание
В 1958 году исследованием башни занимался горный (Аргунский) отряд в составе экспедиции под руководством археолога В. И. Марковина. Обмеры строения проводил Э. П. Химин.
Юкерч-Келойская сигнально-боевая башня возвышается на треугольном холме верхней террасы р. Верды-Ахк (приток Чанты-Аргуна). Крутые склоны делают холм сравнительно труднодоступным, что учли строители башни. Для того чтобы защитить себя с восточной стороны, жители башни вырыли здесь ров, пересекающий весь выступ террасы. Ширина рва 7,20 м, глубина до 1,60 м. В 1958 году высота башни была 11,50 м. Направлена она длинной осью по сторонам света, площадь основания 5,20—4,80 м, кверху заметно сужается. Толщина стен 1,10—0,90 м. Сложена Юкерч-Келойская башня из плит мергеля и песчаника на глинисто-известковом растворе с примесью соломы. Входной проем в башню находится в западной стене на уровне второго этажа. Округлая арка входного проема высечена в двух песчаниковых блоках (они сближены). Над ним существует еще один большой проем, который мог предназначаться для входа на третий этаж. Сохранилось 17 бойниц, три из них (самые верхние, на восточной и южной стенах) в нижней части скошены во внешнюю сторону. Жители башни могли вести навесной бой. Все бойницы с внутренней стороны шире, чем снаружи, и постепенно суживаются.
Юкерч-Келойская башня имеет пять этажей. Перекрытие первого этажа уложены на стенных выступах, устроенных с западной и южной стороны. Балки верхних этажей фиксировались в специальные пазы в стенах. По углам башни можно видеть семь выдающихся плит, которыми скреплены между собой стены крепости. Наружная декор, над верхней бойницей восточной стены сохранился крестообразный узор, для чего из кладки выбраны небольшие камни. В 1958 году перед входом в башню был заложен раскоп. Слой с находками следовал непосредственно за дерном на глубину до 0,40 м. Он содержал керамику, кости овец, коровы, обломки рогов кавказского оленя со следами надрезов, точильный камень. Раскопками определено, что строительный материал доставляли на башенный холм в сыром виде и здесь его обрабатывали: найдены обломки и сколы камня и три хорошо отесанных блока. Обнаружена красноглиняная керамика изготовлена на гончарном круге. Она покрыта орнаментом в виде волны, зигзага, косыми штрихами (нанесены штампом). Это были небольшие кувшины высотой до 25 см. Судя по описанной керамике, обнаруженной среди строительных остатков, возможно были проведены реставрационные работы в XVI—XVII вв. Фундамент Юкерч-Келойской башни представлял собой ряд массивных почти необработанных глыб известняка, уложенных прямо на щебнистый материк, без углубления в него.
В литературе советского периода она называлась Гатын-калинской так как центр сельсовета был в поселении Гатын-Кале недалеко от Саттоя. Башня неоднократно разрушалась, летом 1989 года была произведена реставрация башни. Во время двух военных кампаний в Чечне 1994—2000-х гг. Юкерч-Келойская башня была разрушена на треть. В 2010 году она была снова отреставрирована.